# Filsberg - Großes Loh
Das Naturschutzgebiet Filsberg - Großes Loh liegt im Kyffhäuserkreis in Thüringen südwestlich von Hachelbich. Nordöstlich des Gebietes verläuft die Landesstraße L 2290, nördlich und nordöstlich fließt die Wipper. 

## Bedeutung
Das aus zwei Teilgebieten bestehende 93,4 ha große Gebiet mit der NSG-Nr. 318 wurde im Jahr 1999 unter Naturschutz gestellt. 